# ساحل وندربیلت استتس (فلوریدا)
ساحل وندربیلت استتس، فلوریدا (به انگلیسی: Vanderbilt Beach Estates, Florida) یک منطقهٔ مسکونی در ایالات متحده آمریکا است که در شهرستان کلیر، فلوریدا واقع شده‌است.

## خصوصیات
ساحل وندربیلت استتس ۰٫۰ متر بالاتر از سطح دریا واقع شده‌است.